# Immanuel Wallerstein
Immanuel Maurice Wallerstein (Nova York, 28 de setembre de 1930 - 31 d'agost de 2019) fou un sociòleg estatunidenc, científic social històric, i analista de sistemes mundials, que es pot dir que és més conegut pel seu desenvolupament de l'enfocament general en sociologia que va provocar la seva teoria del sistema-món. Va ser investigador sènior a la Universitat Yale des del 2000 fins a la seva mort.

## Primers anys de vida i educació
Després d'haver crescut en una família conscient de la política, Wallerstein es va interessar pels afers mundials com a adolescent mentre vivia a Nova York. Va rebre els seus tres graus de la Universitat de Colúmbia: el BA en 1951, un màster en 1954 i el doctorat en 1959. No obstant això, al llarg de la seva vida, Wallerstein també ha estudiat a altres universitats de tot el món, inclosa la Universitat d'Oxford de 1955–56, la Universitat Lliure de Brussel·les, la Universitat Denis Diderot i la Universitat Nacional Autònoma de Mèxic.
De 1951 a 1953 Wallerstein va servir a l'exèrcit dels Estats Units. Després de tornar del seu servei, va escriure la seva tesi de mestratge sobre el maccarthisme com a fenomen de la cultura política nord-americana, que va ser àmpliament citat i que, segons afirma Wallerstein, "En va confirmar que m'hauria de considerar, en la llengua dels anys cinquanta, un "sociòleg polític". Onze anys més tard, el 25 de maig de 1964, es va casar amb Beatrice Friedman; la parella va tenir una filla.

## Carrera acadèmica
La carrera professional i acadèmica de Wallerstein va començar a la Universitat de Colúmbia, on va començar com a instructor i després es va convertir en professor associat de sociologia entre 1958 i 1971. Durant el seu temps allí, va servir com a destacat partidari dels estudiants durant les protestes de la Universitat de Colúmbia del 1968. El 1971 es va traslladar de Nova York a Mont-real, on va ensenyar a la Universitat McGill durant cinc anys.
Originalment, la principal àrea de preocupació intel·lectual de Wallerstein no era la política nord-americana, sinó la política del món no europeu, especialment la de l'Índia i l'Àfrica. Durant dues dècades, Wallerstein va treballar com a estudiós d'Àfrica, publicant nombrosos llibres i articles, i el 1973 es va convertir en president de la African Studies Association.
En 1976, es va oferir a Wallerstein l'oportunitat única de perseguir una nova via d'investigació, per la qual cosa es va convertir en el cap del Fernand Braudel Center for the Study of Economies, Historical Systems, and Civilizations (Centre d'Estudis sobre Economies, Sistemes Històrics i Civilització de Fernand Braudel) a la Universitat de Binghamton a Nova York, la missió del Centre és "participar en l'anàlisi del canvi social a gran escala durant llargs períodes històrics de temps". El Centre es va obrir amb la publicació de suport de la nova revista Review (de la qual Wallerstein en va ser el redactor fundador), i on continuaria produint un conjunt de treballs i "va ser un llarg camí per dinamitzar la sociologia i les seves disciplines germanes, especialment la història i l'economia polítiques". Wallerstein seria un distingit professor de sociologia a Binghamton fins a la seva jubilació el 1999.
Al llarg de la seva carrera, Wallerstein va ocupar càrrecs de professor visitant a la Universitat xinesa de Hong Kong, Colúmbia Britànica i Amsterdam, entre molts altres. Ha estat guardonat amb diversos títols honorífics, intermitentment com a director d'estudis associats a l'École des hautes études en sciences sociales de París, i va ser president de la Associació Internacional de Sociologia entre 1994 i 1998. De la mateixa manera, durant la dècada dels noranta, va presidir la Comissió Gulbenkiana per a la Reestructuració de les Ciències Socials, l'objectiu de la qual era indicar una orientació per a la investigació social científica durant els propers 50 anys.
Des del 2000, Wallerstein va ser investigador sènior a la Universitat Yale. També va ser membre del Consell d'editors assessors de la revista Social Evolution & History. El 2003 va rebre el Premi a la Carrera de Distinció de Beques de l'Associació Americana de Sociologia i el 2004 va ser guardonat amb la Medalla Gold Kondratieff per la Fundació Internacional N. D. Kondratiev i l'Acadèmia Russa de Ciències Naturals.